# Djamel-Eddine Houhou
Djamel Houhou, né le 23 octobre 1934 à Guemar et mort en 20 novembre 2022 à Issy-les-Moulineaux, est un diplomate et homme politique algérien.

## Biographie
Étudiant en Sciences politiques à Lausanne, Djamel Houhou rejoint le FLN en 1956. Il sera l'un des dirigeants de l'UGEMA avant de rejoindre le gouvernement provisoire (GPRA) à Tunis pour occuper plusieurs fonctions au sein du département des affaires étrangères dont il assurera un temps l'intérim du secrétariat général et surtout le grand négociateur du retour du Sahara au territoire national algérien en sa qualité de Directeur des affaires françaises.
Dès l'indépendance en 1962 il rejoint l'administration du ministère des Affaires étrangères avec le rang de ministre plénipotentiaire et occupera d'abord le poste de directeur des affaires françaises avant d'être nommé successivement ambassadeur au Canada puis en Égypte.
En 1977, il est nommé ministre de la Jeunesse et des Sports. C'est sous son mandat qu'à lieu la réforme sportive qui a pour but de restructurer la pratique sportive en Algérie. Il sera ensuite ambassadeur en France puis ministre de la Santé publique.

## Fonctions
- 1993-1994 : Chargé de mission auprès du chef du gouvernement
- 1984-1988 : Ministre de la Santé publique
- 1982-1984 : Ambassadeur d'Algérie en France
- 1977-1982 : Ministre de la Jeunesse et des Sports
- 1975-1977 : Ambassadeur d'Algérie en Égypte
- 1971-1974 : Ambassadeur d'Algérie au Canada
- 1964-1971 : Directeur des Affaires françaises du ministère des Affaires étrangères